# إسكندر كسكف
إسكندر أو ألكسندر كسكف (بالروسية: Александр Кусиков) شاعر روسي ولد في عام 1896 في مدينة ارمافير و توفي في 20 يوليو 1977 في باريس، فرنسا.
وهو عضو في الحركة التصويرية. اهتم بالشعر الصوفي و كان يترجم أجزاء من القرآن إلى اللغة الروسية.

## روابط خارجية
- إسكندر_كسكف على موقع ميوزك برينز (الإنجليزية)